# بروس إدواردز
بروس إدواردز (بالإنجليزية: Bruce Edwards)‏ هو لاعب كرة قاعدة أمريكي، ولد في 15 يوليو 1923 في كوينسي في الولايات المتحدة، وتوفي في 25 أبريل 1975 في ساكرامنتو في الولايات المتحدة بسبب نوبة قلبية.

## وصلات خارجية
- بروس إدواردز على موقعبيزبول رفرنس.كوم (الدوري الرئيسي) (الإنجليزية)
- بروس إدواردز على موقعبيزبول رفرنس.كوم (الدوري الثانوي) (الإنجليزية)
- بروس إدواردز على موقع جمعية أبحاث البيسبول الأمريكية (الإنجليزية)